# بيبي (لاعب كرة قدم مواليد 1990)
تياغو مانويل دياس كوريا (بالبرتغالية: Bebé‏) (مواليد 12 يوليو 1990 في أغوالفا-كاسم) المعروف عادةً باسم بيبي، هو لاعب كرة قدم برتغالي يلعب مع رايو فايكانو الإسباني كمهاجم، معاراً من بنفيكا. مثّل منتخب البرتغال تحت 21 سنة لكرة القدم.

## الإنجازات
بنفيكا
- الدوري البرتغالي الممتاز: 2014–15[4]
- كأس السوبر البرتغالي: 2014[5]

## روابط خارجية
- بيبي – سجل منافسات اليويفا
- بيبي على موقع الاتحاد الأوربي (الإنجليزية)
- بيبي على موقع اتحاد تركيا (لاعب) (الإنجليزية)
- بيبي على موقع قاعدة بيانات كرة القدم.إي يو (الإنجليزية)
- بيبي على موقع بيانات كرة القدم. دي إي (الألمانية)
- بيبي على موقع ليكيب (الفرنسية)
- بيبي على موقع ناشيونال فوتبول تيمز (الإنجليزية)
- بيبي على موقع Soccerbase.com (لاعب) (الإنجليزية)
- بيبي على موقع Soccerway.com (الإنجليزية)
- بيبي على موقع عالم كرة القدم.نت (الإنجليزية)
- بيبي على موقع AS.com (الإسبانية)